# 丹尼爾·卡格連
丹尼爾·卡格連（葡萄牙語：Daniel Cargnin，1997年12月20日—），巴西柔道運動員，他代表巴西隊參加了日本舉行的2020年夏季奧林匹克運動會，並且在男子66公斤級比賽上獲得銅牌。